# 綏遠省 (中国共産党)
綏遠省（すいえん-しょう）は中華民国末期に中国共産党が設置した中国共産党革命根拠地。

## 行政沿革
1945年（民国34年）、日本の敗戦により華北地区に統治権を拡大した中国共産党は、1948年（民国37年）9月26日、華北人民政府を成立させ、その後の国共内戦を経てその統治地域を拡大していった。
1949年（民国38年）6月13日、綏蒙人民政府を綏遠省に改編、1954年の内モンゴル自治区編入まで存続した。

## 行政区画
下部に22県、5旗を管轄した。（50音順）
- 県
  - 晏江県
  - 安北県
  - 開西県
  - 開東県
  - 帰綏県
  - 興和県
  - 五原県
  - 固原県
  - 薩拉斉県
  - 集寧県
  - 清水河県
  - 托克托県
  - 東勝県
  - 陶林県
  - 米倉県
  - 豊鎮県
  - 竜勝県
  - 涼城県
  - 臨河県
  - 狼山県
  - 和林格爾県
- 旗
  - 鑲紅旗
  - 鑲藍旗
  - 正紅旗
  - 正黄旗
  - 土黙特旗